# Pierre-Louis Roederer
Pierre-Louis Roederer (Metz, 15 febbraio 1754 – Bois-Roussel, 17 dicembre 1835) è stato un avvocato e politico francese.

## Sotto l'Ancien Régime
Figlio di Pierre-Louis Roederer (1711-1789) e di Marguerite Gravelotte du Saulcy (1717-1768), studiò presso il Collegio regio di Metz.
Compì gli studi di legge a Strasburgo e nel 1771 fu nominato avvocato al consiglio comunale di Metz di cui in seguito acquistò la carica di consigliere.
Sposò il 28 ottobre 1777 a Francoforte sul Meno, Ève Régine Louise Walburge di Guaïta.
Roederer cominciò a farsi conoscere dagli intellettuali del tempo come volgarizzatore delle teorie economiche di Adam Smith. In occasione della andata a Parigi nel 1784 per una causa a difesa delle vetrerie Saint-Quirin, ebbe modo di farsi conoscere dalla futura classe politica rappresentata nella futura Assemblea costituente tra cui Lavoisier e Condorcet.
Il principe Beauvau l'introdusse nel novembre 1788 nella "Società dei Trenta".
Fu eletto il 26 ottobre 1789, al posto di Pierre Maujean la cui elezione era stata annullata su denuncia dello stesso Roederer, come deputato del Terzo stato agli Stati generali e rappresentante all'Assemblea nazionale costituente (1789) di cui divenne segretario nel 1790 e membro della Commissione finanze. Il suo nome figurava nella lista di sinistra come una delle «33 colonne» dell'Assemblea. Si iscrisse al Club dei Giacobini divenendone segretario il 3 giugno 1790 e presidente il 29 agosto 1791.
Fu lui a consigliare il re Luigi XVI, allo scoppio della Comune insurrezionale sanculotta del 10 agosto 1792, a lasciare le Tuileries e a rifugiarsi presso l'Assemblea nazionale legislativa: «Sire, Vostra Maestà non ha cinque minuti da perdere; l'unica sicurezza per lei è l'Assemblea nazionale»; «Andiamo», rispose il re.

## Sotto la Convenzione
Nel 1793 pronunciò al Liceo un discorso "Corso di organizzazione sociale" nel quale riprendeva parzialmente gli argomenti di un suo scritto del 1788 "Sulla rappresentanza agli Stati generali" dove esponeva le ragioni per cui né le donne, né i bambini, né i domestici potevano avere il diritto di voto.
Scrisse anche per il Journal de Paris di cui divenne anche proprietario. Fondò un « Journal d'économie publique, de morale et de politique dove sostenne la difesa di Talleyrand nell'agosto del 1795 in un opuscolo dal titolo Des fugitifs français et des émigrés.(Dei fuggiaschi francesi e degli emigrati.
Nello stesso anno si risposò con la vedova Marie Catherine Adélaïde Decrétot figlia di Jean-Baptiste Decrétot, un cavaliere della Legion d'onore, importante personaggio politico della sinistra rivoluzionaria e poi della corrente moderata con Napoleone.

## Sotto il Direttorio
Come membro dell'Istituto di Francia per la sezione economia propose per due anni di seguito la domanda per il primo premio per la classe delle scienze morali e politiche: «Quali sono le istituzioni adatte a fondare la morale di un popolo?» Insoddisfatto delle risposte ricevute da filosofi noti come Jean-Baptiste Say e Destutt de Tracy propose le sue argomentazioni pubblicate nel ''Journal d'Économie publique l'11 ottobre 1797.
Il 13 marzo del 1798 a un pranzo a casa di Talleyrand venne presentato a Napoleone. «Ho piacere di conoscervi; ho potuto fare esperienza del vostro talento in un articolo che avete scritto contro di me circa due anni fa» gli disse Bonaparte che se ne servì per il colpo di Stato del 18 brumaio dell'anno VIII che Roederer organizzò con Talleyrand, Sieyès, Regnaud de Saint-Jean d'Angély e Volney per l'allontanamento di Paul visconte di Barras.
Il Discorso ai parigini con il quale Napoleone annunciava il cambiamento di regime fu redatto dallo stesso Roederer.

## Sotto il Consolato
Con la creazione del Consiglio di stato, Roederer ne divenne membro come presidente della sezione per gli affari interni dal 25 dicembre 1799 al 14 settembre 1802.
Fu ministro plenipotenziario per l'Olanda e la Svizzera dal 3 gennaio del 1800. Talleyrand gli disse con severità «Il primo console mi ha incaricato di farvi le sue rimostranze poiché è da due mesi che non gli rivolgete la parola»
Napoleone del resto diceva «Io credo che Roederer sia troppo attivo nello spirito per essere un grande amministratore e forse anche per essere costante nei suoi affetti.»
Aggiunse ancora in un'altra occasione rivolgendoglisi direttamente:« Anche voi, signor Roederer non mi fate la grazia di credere che io abbia un po' d'intelligenza, un piccolo barlume d'intelligenza. (...) Non mi fate la grazia di riconoscermi un po' d'intelligenza e di buon senso. He? Mi credete privo di capacità di giudizio? Io vi credo uno dei miei amici, voi dovete esserlo ma avete una testa balzana. »

## Sotto l'Impero
Fu ministro delle finanze al servizio del re di Napoli, Giuseppe Bonaparte.
L'imperatore lo nominò conte dell'Impero nel 21 dicembre 1808 e pari di Francia durante i Cento giorni.
Agli inizi del gennaio 1809 egli annota queste parole di Napoleone:

«Io non ho che una passione, che una padrona; la Francia: io mi corico con lei: Lei non mi ha mai deluso, mi prodiga il suo sangue e i suoi tesori...Giuro che non faccio niente se non per la Francia, io non progetto altro che ciò che le è utile.»

## Sotto la Restaurazione e la monarchia di Luglio
Escluso dall'Accademia francese nel 1816, fu nominato membro dell'Accademia delle scienze morali e politiche nel 1832.
Agli inizi del 1835 pubblicò un opuscolo intitolato Appello di un costituzionale ai costituzionali nel quale difendeva le prerogative personali del re come erano delineate nella Carta costituzionale del 1830, sostenendo la possibilità per il sovrano di divenire anche presidente del consiglio.
Gli oppositori che si rifacevano alla massima di Thiers contro Carlo X, «le roi règne mais ne gouverne pas » (il re regna ma non governa, accusarono Roederer di aver scritto l'opera sotto l'ispirazione del re tanto più che la figlia aveva sposato il barone generale Gaspard Gourgaud aiutante di campo del re.
Roederer sosteneva che il re era il solo a poter definire una politica generale per il governo e che quindi egli poteva seguire convincimenti personali diversi da quelli dei suoi ministri e condurre, all'insaputa di questi, negoziati segreti con potenze straniere: «regnare -egli scrive- è governare ed agire, è aggiungere all'autorità delle leggi l'influenza morale.
Amministrare riguarda i ministri, governare è proprio del sovrano con uno o più dei suoi ministri, regnare riguarda il re e in questo sono comprese tutte le relazioni con le potenze straniere e il fatto di aggiungere alle leggi il modello delle virtù pubbliche e private».

## Opere
- Dialogue concernant le colportage des marchandises (1783)
- En quoi consiste la prospérité d'un pays (1787)
- De la députation aux États généraux (1788)
- De la propriété considérée dans ses rapports avec les droits politiques (1792)
- Mémoires sur l'administration du département de Paris (1795)
- Des institutions funéraires convenables à une république (1795)
- De l'intérêt des comités de la Convention (1795)
- Mémoires d'économie publique, de morale et de politique (2 volumi, 1799)
- De la philosophie moderne (1799)
- Opuscules de littérature et de philosophie (3 volumi, 1800-04)
- La première et deuxième année du Consulat de Bonaparte (1802)
- Petits écrits concernant de grands écrivains (1803)
- Louis XII (1820)
- François Ier (1825)
- Comédies historiques, de Louis XII à la mort de Henri IV (3 volumi, 1827-30) :
  - Le Marguillier de Saint-Eustache (1819)
  - Le Fouet de nos pères
  - La Saint Barthélémy
- Conséquences du système de Cour établi sous François Ier (1830)
- Nouvelles bases d'élection (1830)
- L'Esprit de la Révolution de 1789, 235 pagine, Paris, 1831
- Chronique de cinquante jours, du 20 juin au 10 août 1792, rédigée sur pièces authentiques, 456 pagine, Paris, 1832
- Adresse d'un constitutionnel aux constitutionnels (1835)
- Mémoires pour servir l'histoire de la société polie en France (1835)
- Œuvres (8 volumi, di cui 7 erano disponibili su Google Books nell'agosto 2008)